# Giovanni del Bastone
Beato Giovanni dal Bastone (Paterno di Fabriano, 24 marzo XIII secolo – Fabriano, 24 marzo 1290) è stato un presbitero italiano della congregazione silvestrina. Fu beatificato, per equipollenza, da papa Clemente XIV nel 1772.

## Biografia
Ultimo dei cinque figli di Bonello Bottegoni e Supercla, agiati contadini, studiò lettere a Bologna, ma a causa di una malattia ad una gamba tornò a Fabriano, dove aprì una scuola di grammatica. I problemi di salute non ebbero però fine, il male della gamba si estese fino al femore e lo rese claudicante, tanto che Giovanni fu costretto a munirsi di un bastone e a farne uso per tutta la sua vita; da qui deriva l'appellativo di Giovanni dal bastone. Verso i trent'anni, abbracciò la vita religiosa tra i benedettini silvestrini dell'eremo di Montefano di Fabriano fondato San Silvestro Guzzolini da Osimo.
Nonostante desiderasse rimanere un monaco converso, fu candidato al sacerdozio e ordinato prete dal vescovo di Camerino: si dedicò assiduamente al ministero della predicazione. Visse nel monastero per circa sessant'anni e vi si trovava già nel 1248 quando papa Innocenzo IV riconobbe la comunità dell'eremo di Montefano come facente capo all'Ordine benedettino. 
Fu presente alla morte di Silvestro nel 1267 e si spense nel 1290.

## Culto
Fu sepolto nella chiesa di San Benedetto in Fabriano, che nella forma attuale risale al XVII secolo, è quindi difficile stabilire la collocazione esatta del sepolcro originario. Ebbe inizio subito una grande devozione popolare e si registrarono i primi miracoli intorno al suo sepolcro già due giorni dopo la morte. Il vescovo di Camerino Rambotto, concesse un indulto per erigere un altare sulla tomba di Giovanni. Nel 1586 l'urna con il suo corpo fu traslata nella cripta al di sotto dell'altare maggiore dove riposa ancora oggi insieme al suo bastone conservato in una teca di vetro. La sua tomba fu affrescata da Giovanni Luca Lucci nel 1696.
Il suo culto ab immemorabili fu confermato da papa Clemente XIV il 29 agosto 1772.
Il suo elogio si legge nel Martirologio romano al 24 marzo ma nel tempo la devozione popolare per Giovanni dal bastone è andata scemando. I monaci silvestrini vollero ricordarlo dedicandogli una chiesa a Battaramulla, in Sri Lanka, non lontano dalla capitale.